# سالود كارباخال
سالود كارباخال (بالإنجليزية: Salud Carbajal)‏ (ولد في 18 نوفمبر 1964) سياسي أمريكي والممثل الحالي للمقاطعة 24 في ولاية كاليفورنيا في مجلس النواب الأمريكي.
شارك في حرب الخليج الثانية.